# Mansour Ojjeh
Mansour Akram Ojjeh (arabisch منصور أكرم عجة, DMG Manṣūr Akram ʿUǧǧa; * 25. September 1952; † 6. Juni 2021) war ein saudi-arabischer Geschäftsmann und Teilhaber der Investmentfirma Techniques d’Avant Garde (TAG). Internationale Bekanntheit erlangte er als Finanzier des von Porsche entwickelten TAG-Turbo-Motors für die Formel 1.

## Leben
Ojjeh wuchs als Sohn von Akram Ojjeh, einem in Syrien geborenen Unternehmer, und einer französischen Mutter auf. Seine Kindheit verbrachte er großteils in Frankreich, die Ausbildung in den USA schloss er mit einem Master of Business Administration ab. 

## Motorsport
Ojjeh entdeckte seine Leidenschaft für den Motorsport als Gast der saudischen Königsfamilie beim Großen Preis von Monaco 1978. Die Saudi Arabian Airlines waren zu dieser Zeit Sponsor des Williams-Teams. Dieser Kontakt führte 1979 zum Einstieg von TAG als Hauptsponsor von Williams. Die gesicherte Finanzierung des Teams ermöglichte Chefdesigner Patrick Head die Entwicklung konkurrenzfähiger Rennwagen. 1979 konnte das Team den ersten Sieg einfahren und mit Alan Jones 1980 und Keke Rosberg 1982 die Weltmeisterschaft gewinnen.
Ende 1981 lockte McLaren-Teamchef Ron Dennis Ojjeh als Partner zu McLaren. Ojjeh finanzierte den von Porsches Hans Mezger entwickelten TAG-Turbo-Motor, der auf dem Genfer Auto-Salon 1983 der Öffentlichkeit präsentiert wurde und beim Großen Preis der Niederlande 1983 sein Renndebüt gab. 1984 dominierten die McLaren-Fahrer Niki Lauda und Alain Prost die WM mit zwölf Siegen in 16 Rennen und Lauda holte den Titel. In den beiden folgenden Jahren konnte Prost mit dem TAG-Turbo Weltmeister werden.
Ende 1984 übernahm Ojjeh von Dennis die Mehrheit am McLaren-Rennstall. Er hielt 15 % der Anteile der McLaren Group.

## Quelle
- Biographie auf grandprix.com (englisch)

| Personendaten    | Personendaten                             |
| ---------------- | ----------------------------------------- |
| NAME             | Ojjeh, Mansour                            |
| ALTERNATIVNAMEN  | Ojjeh, Mansour Akram (vollständiger Name) |
| KURZBESCHREIBUNG | saudi-arabischer Geschäftsmann            |
| GEBURTSDATUM     | 25. September 1952                        |
| STERBEDATUM      | 6. Juni 2021                              |